# Marian Ostafiński
Marian Wiesław Ostafiński, né le 8 décembre 1946 à Przemyśl, est un footballeur polonais qui occupait le poste de défenseur de 1969 à 1977. International polonais, il remporte en 1972 la médaille d'or aux Jeux olympiques de Munich.

## Biographie
Élève du Polonia Przemyśl, Marian Ostafiński passe dans plusieurs clubs avant de devenir professionnel au Stal Rzeszów. Ses bonnes performances lui valent d'être appelé par le sélectionneur national et de faire ses débuts internationaux contre l'Allemagne à Hambourg. Installé à son poste de stoppeur à Rzeszów et en équipe de Pologne, il est retenu par Kazimierz Gorski pour les Jeux olympiques de 1972. Utilisé seulement deux fois, il assiste du banc de touche à la consécration de son équipe, qui remporte la médaille d'or en battant la Hongrie en finale. 
Remarqué par les plus grands clubs polonais, il choisit de rejoindre le Ruch Chorzów juste après la compétition et y connaît ses plus beaux moments. Lors de la saison 1973-1974, Ostafiński réalise le doublé coupe-championnat, puis atteint les quarts de finale de la Coupe des clubs champions en 1975.
En 1977, il part pour le Polonia Bytom, puis rejoint la France quelques mois plus tard. Au Sporting club hazebrouckois, il joue une saison en troisième division avant de raccrocher les crampons en 1980 après une dernière pige à Bytom.

## Palmarès
- Médaillé d'or aux Jeux olympiques : 1972
- Champion de Pologne : 1974, 1975
- Vainqueur de la Coupe de Pologne : 1974